# Бромдихидрохлорфенилбензодиазепин
Бромдихидрохлорфенилбензодиазепинът, продаван под търговското наименование „Феназепам“, наред с други, е лекарство от групата на бензодиазепините.

## Описание
Лекарството е разработено в Съветския съюз през 1975 г. за лечение на безсъние, епилепсия, синдром на алкохолна абстиненция и тревожност.
Представлява бял кристален прах, понякога с кремав оттенък. Практически неразтворим във вода, слабо разтворим в етанол.
Стимулира бензодиазепиновите рецептори, повишава чувствителността на рецепторите за ГАМК към медиатора (ГАМК) и засилва инхибиторния ѝ ефект в централната нервна система. Помага за намаляване на емоционалния стрес, тревожността и страха. Епилептични припадъци се получават, когато патологична възбуда засегне едновременно група съседни неврони, известна като епилептично (или епилептогенно) огнище. Бромдихидрохлорфенилбензодиазепинът потиска разпространението на това възбуждане чрез засилване на пресинаптичното инхибиране.
Метаболизира се в черния дроб и се елиминира през бъбреците. Намалената чернодробна и бъбречна функция може да доведе до натрупване в организма.
В Австралия се счита за наркотик и е контролирано вещество. Във Великобритания е забранено от 2011 г. В Европа е идентифицирано като незаконно употребявано вещество през 2007 г. Предписва се само в Русия и някои страни от Източния блок. В България също не се предлага.